# Albatros L.66
Les Albatros L.66 et L.67 sont des avions de sport allemands de l'entre-deux-guerres.

## Albatros L.66
Biplace dont 10 exemplaires au moins ont été construits avec diverses motorisations de puissance similaire : Haacke (L.66), Stahlwerk Mark St M.3 (L.66a), Anzani...

## Albatros L.67
Version monoplace, légèrement plus petite, dont deux exemplaires sont connus [D-618/619], moteur Bristol Cherub ou Anzani de puissance similaire.